# Kyllinga albiceps
Kyllinga albiceps là loài thực vật có hoa trong họ Cói. Loài này được (Ridl.) Rendle mô tả khoa học đầu tiên năm 1899.